# Johann Georg Gerstlacher
Johann Georg Gerstlacher (* 19. April 1697 in Indersdorf; † 1779) war deutscher Jesuit und wirkte als Missionar in Mexiko und auf den Philippinen.
Als Brauerssohn geboren, absolvierte Gerstlacher 1714 das Jesuitengymnasium München (heute Wilhelmsgymnasium München) und trat im selben Jahr in den Jesuitenorden ein. Er reiste 1729 nach Mexiko und wirkte zeitweise als Seelsorger in Pueblo de los Angeles. 1732 reiste er nach Manila und war bis 1736 auf den Philippinen tätig.
Zwei seiner Brüder traten ebenfalls in den geistlichen Stand ein, Franz Kaspar wurde als D. Cajetan 1744 Propst des Augustiner-Chorherren-Stiftes in Beuerberg, Johann Andreas Antonius war ebenfalls Augustinermönch in Beuerberg, bis er 1727 Bayern verließ und zur evangelischen Konfession übertrat.